# Transito di Marte da Giove
| Transiti di Marte da Giove |
| -------------------------- |
| 29 luglio 1613             |
| 18 maggio 1631             |
| 17 gennaio 1732            |
| 7 novembre 1749            |
| 24 ottobre 1767            |
| 12 agosto 1785             |
| 13 aprile 1886             |
| 3 febbraio 1904            |
| 19 gennaio 1922            |
| 8 novembre 1939            |
| 8 luglio 2040              |
| 28 aprile 2058             |
| 1º febbraio 2094           |
| 26 dicembre 2158           |
| 2 ottobre 2194             |
| 24 luglio 2212             |
| 23 marzo 2313              |
| 14 gennaio 2331            |
| 28 dicembre 2348           |
| 19 ottobre 2366            |
| 17 giugno 2467             |

Un Transito di Marte da Giove avviene quando il pianeta Marte passa tra il Sole e Giove, oscurando una piccola porzione del disco solare ad un ipotetico osservatore su Giove.

Durante il transito, Marte appare come un piccolo disco nero che si muove sulla superficie del sole.

## Spiegazione
Nessuno ha mai osservato un tale transito, né è previsto possa succedere in un immediato futuro. Il prossimo transito avverrà l'8 luglio 2040.
Ipoteticamente un transito di Marte potrebbe essere osservato dalla superficie di uno dei satelliti naturali di Giove, piuttosto che dal pianeta stesso. Ovviamente i tempi e le modalità sarebbero leggermente diversi.
Durante il transito sarebbero teoricamente visibili anche le lune di Marte Fobos e Deimos. Tuttavia il diametro angolare di Fobos sarebbe di circa 0,01" e quello di Deimos meno di 0,005", la loro massima separazione angolare da Marte sarebbe rispettivamente 3" e 9", quindi sarebbe piuttosto difficoltoso da vedere.
Il periodo sinodico Marte-Giove è di 816,51 giorni. Può essere calcolato usando la formula
{\displaystyle {\frac {1}{{\frac {1}{P}}-{\frac {1}{Q}}}}}
dove {\displaystyle P} è il periodo orbitale di Marte (686,98 giorni) e {\displaystyle Q} è il periodo orbitale di Giove (4330,95 giorni).
L'inclinazione dell'orbita di Marte rispetto a quella di Giove è 1,44°, che è minore rispetto all'eclittica terrestre che è 1,85°.

## Osservazione empirica
Da osservazioni empiriche sulle date dei transiti, sembra che i transiti a volte si ripetano ogni 13062,8 giorni (circa 35 anni e 9 mesi). Questo valore corrisponde a 15,998 periodi sinodici Marte-Giove, 19,01 periodi orbitali marziani e 3,01 periodi orbitali di Giove. Tuttavia in molti casi il transito non si ripete con quella cadenza perché il secondo viene mancato di poco.